# Phare de Punta Bajos
Le phare de Punta Bajos (en espagnol : Faro Punta Bajos) est un phare actif situé à l'ouest de la Péninsule Valdés (Département de Biedma), dans la Province de Chubut en Argentine.
Il est géré par le Servicio de Hidrografía Naval (SHN) de la marine .

## Histoire
Le phare a été mis en service le 12 octobre 1927 en bout de la Péninsule Valdés. À l’origine, c’était une tour métallique noire de forme troncopyramidale de 28 mètres de haut, avec une plate-forme supérieure, une guérite avec des équipements légers et une balustrade. 
Le 23 janvier 1985, son ancienne lampe au gaz d'acétylène a été remplacée par l’énergie solaire, une installation composée de panneaux solaires photovoltaïques et de batteries, atteignant une portée de 21 milles nautiques (environ 39 km). Depuis le début de l'année 2001 , sa structure a été transformée en une tour radiophare typique.

## Description
Ce phare  est une tour métallique, avec une balise lanterne de 20 m de haut. La tour est peinte en noir. Il émet, à une hauteur focale de 27 m, un éclat blanc d'une seconde par période de 3 secondes. Sa portée est de 13.5 milles nautiques (environ 25 km).
Identifiant : ARLHS : ARG-051 - Amirauté : G1052 - NGA : 110-19656.

## Caractéristique dufeu maritime
Fréquence : 3 secondes (W)
- Lumière : 1 seconde
- Obscurité : 2 secondes

|                                 |
| Localisation : Péninsule Valdez |

### Lien connexe
- Liste des phares d'Argentine